# Jeruzalemkerk (Brugge)

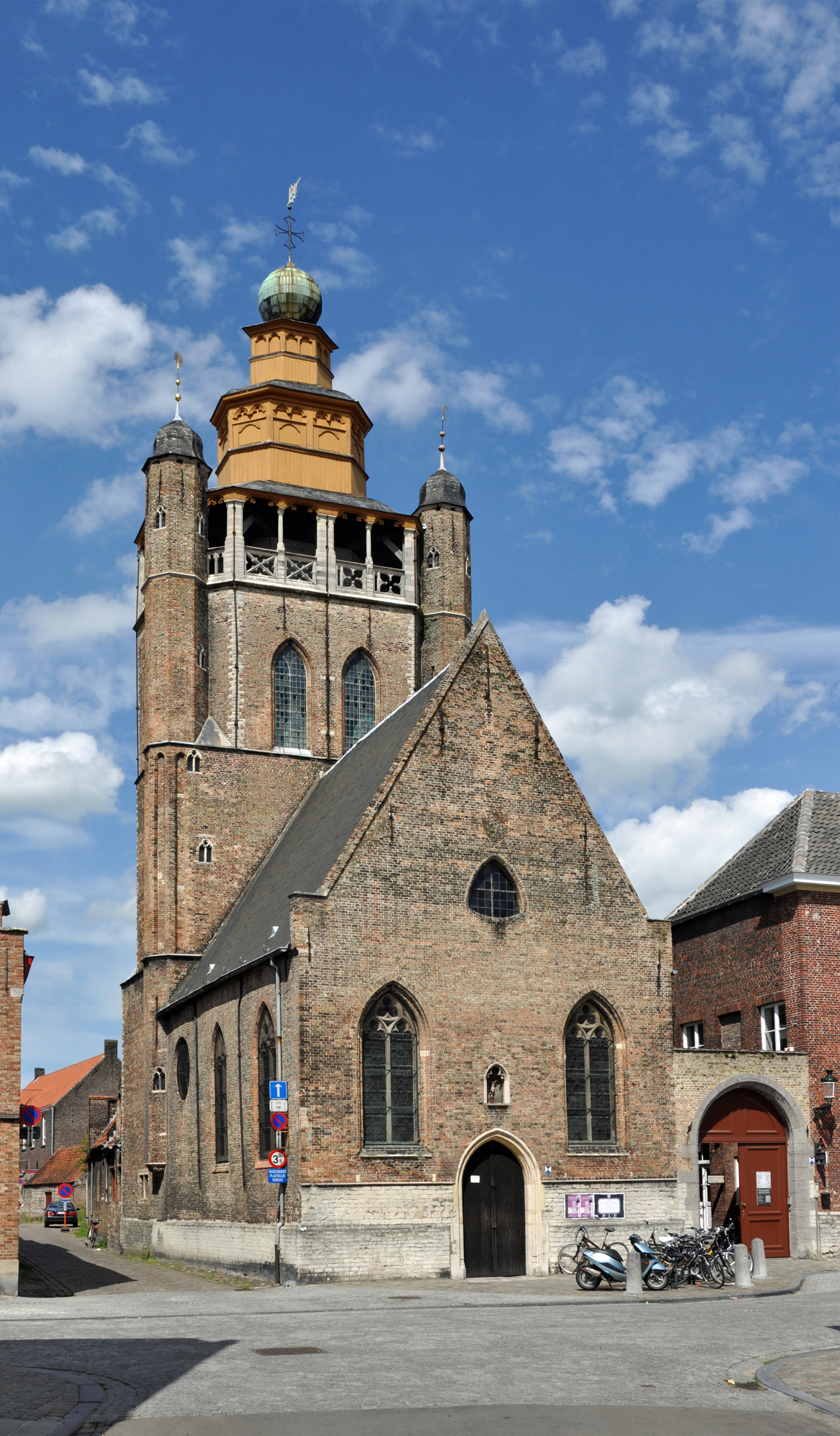
Jeruzalemkerk

De Jeruzalemkerk of Jeruzalemkapel in Brugge werd gebouwd in de eerste helft van de 15e eeuw door nazaten van Opicius Adornes, die afkomstig was uit Genua en in de 13e eeuw naar Vlaanderen kwam.

## Kerk
De Jeruzalemkerk is eigendom van de vzw Adornes, die voorgezeten wordt door graaf Henri de Limburg-Stirum. Het is een van de weinige privékerken in België. Deze kerk uit de 15e eeuw werd gebouwd door de familie Adornes, geïnspireerd, naar verluidt, op het grondplan van de kerk van het Heilig Graf in Jeruzalem. Jacob Adornes en zijn broer Pieter II waren daar op pelgrimstocht geweest. Op de toren van de Jeruzalemkerk staat nog altijd het kruis van Jeruzalem.

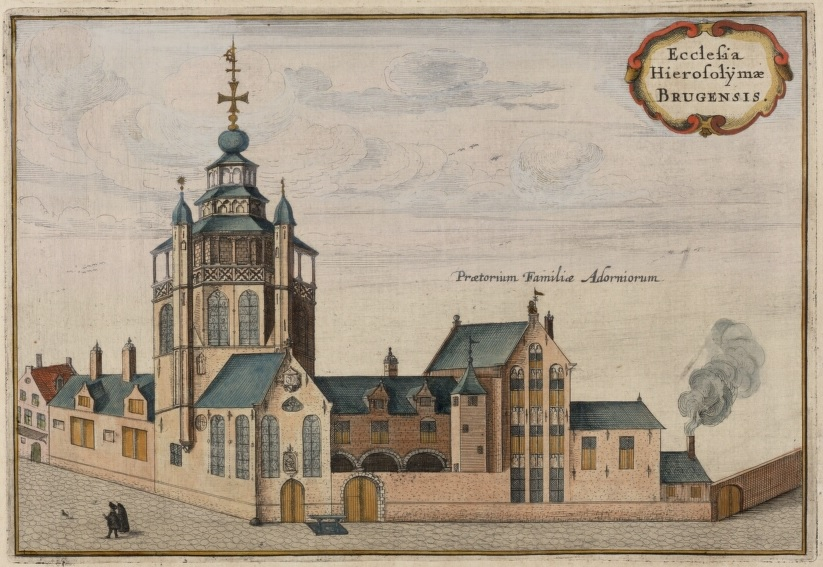
De Jeruzalemkerk in de eerste helft van de 17e eeuw (afbeelding uit Flandria illustrata, 1641)

Het interieur wordt gekenmerkt door unieke gebrandschilderde glasramen, o.a. dat van Pieter II Adornes en zijn echtgenote. Ook ligt hier het praalgraf van Anselmus Adornes en zijn echtgenote, Margareta van der Banck.
De vele symboliek verwijst naar de familie, de bedevaart, Catharina van Alexandrië en Jeruzalem. 

## Adornesdomein
Sinds 2014 is het Adornesdomein opengesteld voor het publiek. Het domein wordt beheerd door graaf en gravin Maximilien de Limburg Stirum, de 17e generatie van de familie. Een museum gelegen in de voormalige godshuisjes stelt de bezoeker Anselmus Adornes voor. Als ridder, diplomaat, pelgrim en zakenman was hij het meest vooraanstaand lid van de familie. 
Op het domein is er ook een Scottish Lounge, waar bezoekers zichzelf een drankje kunnen bedienen. De Schotse sfeer verwijst naar de vriendschap tussen Anselmus en koning James III, nadat Anselmus op diplomatieke missie naar Schotland reisde. In de oude koetshuizen, nu de Pieterszalen genoemd, organiseert de familie twee keer per jaar een hedendaagse kunsttentoonstelling. Hier worden Belgische kunstenaars tentoongesteld en op deze manier toont de familie hun eeuwenlange affiniteit met kunst.